# Delirio di sangue
Delirio di sangue (meglio noto come Blood Delirium) è un film del 1988 diretto da Sergio Bergonzelli.

## Trama
Il pittore Saint Simon è sconvolto dalla morte della moglie Christine e perde l'ispirazione. Ogni tentativo di recuperare lo spirito artistico risulta vano, persino il gesto di riesumare lo scheletro della defunta consorte, con l'aiuto dello scellerato maggiordomo Hermann, non fa altro che renderlo ancora più instabile. Tuttavia, a una mostra dei suoi dipinti incontra Sybille, ambiziosa pianista identica nell'aspetto fisico a Christine. Saint Simon l'invita nella sua rocca per cercare di fare rinascere l'impulso creativo, ma anche stavolta il pittore non riesce a essere soddisfatto, non trova il colore giusto per esprimere la sofferenza. Riesce a trovarlo grazie al perverso Hermann che, tentando di violentare una giovane, l'uccide involontariamente e Saint Simon, accorso sul posto, vede nel sangue della vittima la tonalità che gli mancava. La pazzia prende il sopravvento sul pittore che inizia a imbrattare le tele con il colore a cui aveva sempre ambito, mentre Sybille, ormai imprigionata nel castello dai due folli, rischia di diventare il prossimo obiettivo di Saint Simon quando il rosso inizia a scarseggiare.